# Pokémon GO
Pokémon GO (eller Pokémon Go) er et free-to-play placeringsbaseret augmented reality-mobilspil udviklet af Niantic og udgivet af The Pokémon Company, som en del af Pokémon-franchisen. Spillet blev udgivet på verdensplan i juli 2016 til iOS- og Android-enheder.
Spillet giver spillere mulighed for at fange, kæmpe med og træne virtuelle pokémoner, der forekommer i den virkelige verden. Det bruger GPS og kameraet over kompatible enheder. Selvom spillet er free-to-play, understøtter det in-app-køb af ekstra gameplayelementer. En valgfri tilhørende bærbar bluetooth-enhed, Pokémon GO Plus, kan advare brugerne, når Pokémon er i nærheden.

## Hold
Der findes tre hold på verdensplan, som spillerne kan vælge at blive en del af: Team Instinct som er gult, Team Valor som er rødt og Team Mystic som er blåt.

## Pokéstops
Pokéstops giver spilleren Pokéballs, Potions, Razz Berries, Revives og Evolution Items, der skal bruges til at fange og genoplive pokémoner. Pokestops findes ved kulturelle lokationer, og er derfor mest hyppige i storbyer. Pokestops er blå og hvert besøg giver 3-5 ting. Hvis spilleren besøger 10 forskellige Pokestops efter hinanden fås et Megastop, som giver 6-10 ting.

## Kritik
Appen er blevet kritiseret for at bruge steder som kirkegårde og mindeparker som lokation til at fange Pokémons, inklusive Auschwitz-Birkenau State Museum, the United States Holocaust Memorial Museum, World Trade Center Memorial, Arlington National Cemetery, ANZAC War Memorial og Hiroshima Peace Memorial Park. Niantic fjernede senere indhold fra sensetive områder som Hiroshima Memorial og Holocaust Museum.
Spillet fik også det hollandsk firma ProRail til at klage, da det ifølge virksomheden fik spillere til at gå på deres jernbanespor, og brandstationer har bedt spillere om ikke at gå i vejen for deres medarbejdere ved at samles ud foran brandstationer. Beboere i Sydney-forstaden Rhodes blev trætte af et stort antal spillere, der samlede sig i deres område, og kastede vandballoner efter spillerne. Tilstrømningen af mennesker til området har også skabt trafikpropper, ekstreme mængder affald og adskillige klager over støj; mere end 250 parkeringsbøder er blevet udstedt af politiet. Tre PokéStops blev senere fjernet fra Rhodes for at reducere antallet af spillere i området.
Folk har fået forskellig skader og været ude for uheld i forbindelse med at spille Pokémon GO.
Den 20. juli 2016 blev en spiller skudt og dræbt i Guatemala, da han brød ind i et hjem i byen Chiquimula for at fange Pokémons og blev forvekslet med en indbrudstyv. Dette var det første dødsfald
I Danmark har flere steder oplevet ulovlig indtrængen af spillere, der jagter Pokémons. Dette er sket på flere byggepladser bl.a. på DTU og på frilandsmuseet Middelaldercentret.